# Moçambola 2000/01
In 2000/01 werd het 25ste seizoen gespeeld van de Moçambola, de hoogste voetbalklasse van Mozambique. Costa do Sol werd kampioen.

## Eindstand
| Plaats | Club                    | Wed. | W  | G  | V  | Saldo | Ptn. |
| ------ | ----------------------- | ---- | -- | -- | -- | ----- | ---- |
| 1.     | Costa do Sol (B)        | 22   | 12 | 9  | 1  | 42:11 | 45   |
| 2.     | Ferroviário de Maputo   | 22   | 9  | 11 | 2  | 31:18 | 38   |
| 3.     | CD Maxaquene            | 22   | 8  | 9  | 5  | 26:17 | 33   |
| 4.     | Textáfrica Chimoio      | 22   | 9  | 5  | 8  | 22:24 | 32   |
| 5.     | Chingale Tete           | 22   | 7  | 9  | 6  | 21:18 | 30   |
| 6.     | Ferroviário da Beira    | 22   | 8  | 4  | 10 | 19:24 | 28   |
| 7.     | CD Matchedje de Maputo  | 22   | 8  | 3  | 11 | 21:28 | 27   |
| 8.     | Desportivo de Maputo    | 22   | 6  | 9  | 7  | 20:18 | 27   |
| 9.     | Ferroviário de Nampula  | 22   | 7  | 6  | 9  | 20:24 | 27   |
| 10.    | Estrela Vermelha Maputo | 22   | 6  | 9  | 7  | 18:19 | 27   |
| 11.    | Têxtil do Punguè        | 22   | 6  | 7  | 9  | 18:28 | 25   |
| 12.    | Benfica Nampula         | 22   | 3  | 5  | 14 | 10:39 | 14   |

|     | Kampioen     |
|     | Degradatie   |
| (B) | Bekerwinnaar |
| (P) | Promovendus  |

## Internationale wedstrijden
CAF Champions League 2001
| Team #1           | Uitslag | Team #2      | 1e wed | 2e wed |
| ----------------- | ------- | ------------ | ------ | ------ |
| Mamelodi Sundowns | 2-0     | Costa do Sol | 0-0    | 2-0    |

CAF Cup 2001
| Team #1               | Uitslag | Team #2               | 1e wed | 2e wed |
| --------------------- | ------- | --------------------- | ------ | ------ |
| FC Jirama Antsirabe   | 2–6     | Ferroviário de Maputo | 0-3    | 2-3    |
| Ferroviário de Maputo | 4–0     | Green Mamba FC        | 2-0    | 2-0    |
| Ferroviário de Maputo | 2-3     | Cotonsport Garoua     | 2-2    | 0-1    |

CAF Beker der Bekerwinnaars 2001 

Verliezend finalist CD Matchedje trok zich terug uit de competitie. 